# Streifengnu
Das Streifengnu (Connochaetes taurinus) ist eine Antilope aus der Gattung der Gnus, die als Grasfresser in offenen Steppen oder Baumsavannen Afrikas zu Hause ist. Es wird auch als Blaues Gnu bezeichnet.

## Merkmale

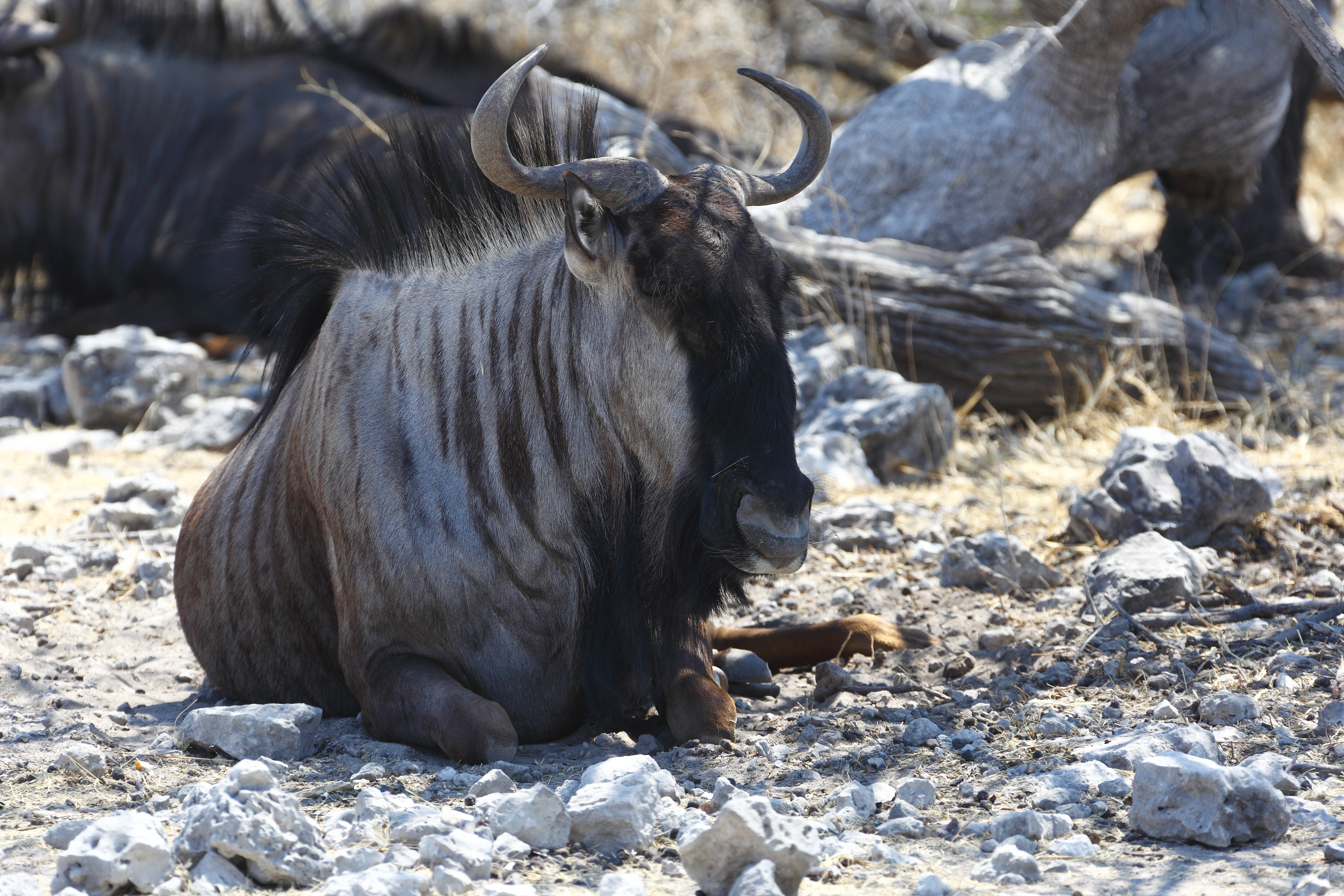
Ruhendes Streifengnu im Halbschatten, Namibia

Streifengnus haben eine Schulterhöhe von 140 cm und einen hohen, stämmigen Vorderkörper, der zu den Hinterbeinen abfällt. Das Körpergewicht kann 270 Kilogramm erreichen. Sie haben einen großen Kopf mit einem breiten Maul. Das Haarkleid ist bräunlich oder bläulich schillernd dunkelgrau. Vom Hals bis zum Hinterteil befinden sich dunkle Querstreifen. Eine lange, schwarze Mähne bedeckt den Nacken bis zu den Schultern. An der Kehle wächst ein schwarzer Bart. Beide Geschlechter tragen Hörner, die an Rinderhörner erinnern, jedoch sind die der Bullen kräftiger. Der schwarze Schweif erinnert an einen Pferdeschwanz. Bei der Geburt sind die Kälber hell rötlichbraun und haben ein dunkleres Gesicht.

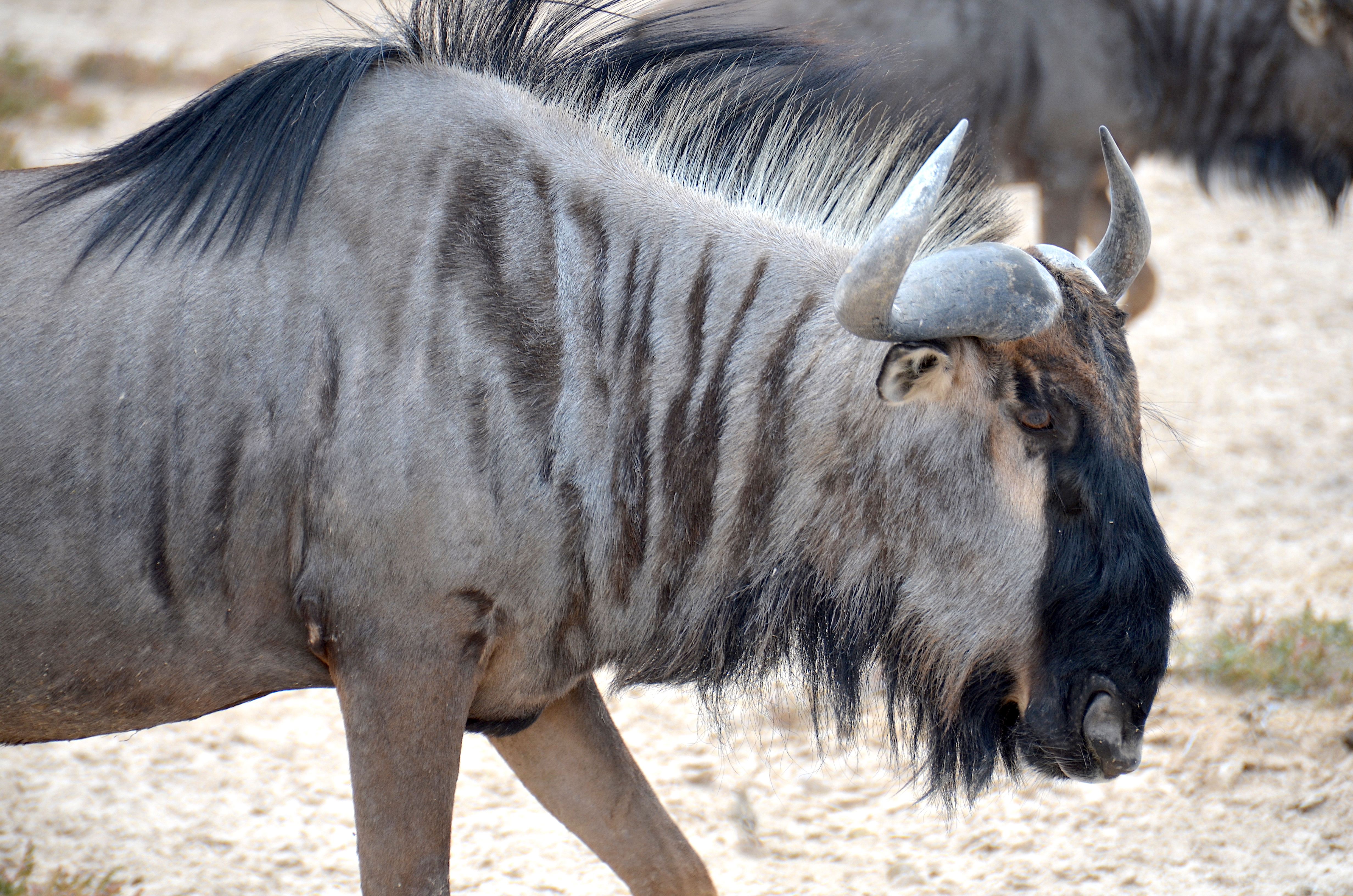
Kopf und Schulter eines Streifengnus

Der Sexualdimorphismus bei Streifengnus ist nur gering ausgeprägt. Diese Eigenschaft wird bei einer Reihe von afrikanischen Antilopenarten beobachtet, die in einem Herdenverband leben und häufig auch weite Wanderungen unternehmen. Vermutet wird, dass der geringe Geschlechterunterschied es männlichen Tieren erlaubt, in der Herde zu leben, ohne eine erhöhte Aggressivität mit anderen männlichen Tieren des Herdenverbands auszulösen.

## Verbreitung

Verbreitungsgebiet der einzelnen Arten der Gnus (ohne Weißschwanzgnu):
C. taurinus
C. johnstoni (C. cooksoni)
C. johnstoni
C. albojubatus
C. mearnsi

Das Streifengnu lebt in großen Herden im offenen Grasland (Savanne) des südlichen Afrika. Es ist in Sambia, Botswana, Simbabwe, Angola, Namibia, Malawi, Mosambik und Südafrika anzutreffen.

## Systematik
Das Streifengnu umfasste ursprünglich die Unterarten C. t. taurinus, C. t. cooksoni, C. t. johnstoni, C. t. albojubatus und C. t. mearnsi und bildete zusammen mit dem Weißschwanzgnu die Gattung der Gnus, die nur diese zwei Arten enthielt. Eine Revision der Hornträger im Jahr 2011 erkannte die Unterarten bis auf C. t. cooksoni jedoch als eigenständige Arten an, womit die Gattung der Gnus nun fünf Arten hat. Connochaetes taurinus cooksoni wurde in die neue Art Connochaetes johnstoni mit eingefasst.

## Einzelbelege
1. ↑  Estes: The Gnu's World. S. 40.